# Heiligenstadt in Oberfranken
Heiligenstadt in Oberfranken is een gemeente in de Duitse deelstaat Beieren, en maakt deel uit van het Landkreis Bamberg.
Heiligenstadt in Oberfranken telt 3.482 inwoners.
|  |  | Brunn                |  | 130 inwoners   |
|  |  | Burggrub             |  | 167 inwoners   |
|  |  | Geisdorf             |  | 27 inwoners    |
|  |  | Schloss Greifenstein |  | 11 inwoners    |
|  |  | Heiligenstadt        |  | 1.333 inwoners |
|  |  | Heroldsmühle         |  | 9 inwoners     |
|  |  | Herzogenreuth        |  | 139 inwoners   |
|  |  | Hohenpölz            |  | 141 inwoners   |
|  |  | Kalteneggolsfeld     |  | 141 inwoners   |
|  |  | Leidingshof          |  | 33 inwoners    |
|  |  | Lindach              |  | 69 inwoners    |
|  |  | Neudorf              |  | 49 inwoners    |
|  |  | Neumühle             |  | 24 inwoners    |
|  |  | Oberleinleiter       |  | 177 inwoners   |
|  |  | Oberngrub            |  | 172 inwoners   |
|  |  | Reckendorf           |  | 90 inwoners    |
|  |  | Siegritz             |  | 190 inwoners   |
|  |  | Stücht               |  | 76 inwoners    |
|  |  | Teuchatz             |  | 213 inwoners   |
|  |  | Tiefenpölz           |  | 138 inwoners   |
|  |  | Traindorf            |  | 155 inwoners   |
|  |  | Veilbronn            |  | 72 inwoners    |
|  |  | Volkmannsreuth       |  | 54 inwoners    |
|  |  | Zoggendorf           |  | 105 inwoners   |

|                   |                    |                     |                     |                     |                   |                   |                   |
| Königsfeld        | Aufseß             | Wiesenttal          | Unterleinleiter     | Eggolsheim          | Buttenheim        | Strullendorf      | Litzendorf        |
| Landkreis Bamberg | Landkreis Bayreuth | Landkreis Forchheim | Landkreis Forchheim | Landkreis Forchheim | Landkreis Bamberg | Landkreis Bamberg | Landkreis Bamberg |

Altendorf ·
Baunach ·
Bischberg ·
Breitengüßbach ·
Burgebrach ·
Burgwindheim ·
Buttenheim ·
Ebrach ·
Frensdorf ·
Gerach ·
Gundelsheim ·
Hallstadt ·
Heiligenstadt i.OFr. ·
Hirschaid ·
Kemmern ·
Königsfeld ·
Lauter ·
Lisberg ·
Litzendorf ·
Memmelsdorf ·
Oberhaid ·
Pettstadt ·
Pommersfelden ·
Priesendorf ·
Rattelsdorf ·
Reckendorf ·
Scheßlitz ·
Schlüsselfeld ·
Schönbrunn i.Steigerwald ·
Stadelhofen ·
Stegaurach ·
Strullendorf ·
Viereth-Trunstadt ·
Walsdorf ·
Wattendorf ·
Zapfendorf